# XMLHttpRequest
XMLHttpRequest — API-запит вебклієнта (браузера) до вебсервера за протоколом HTTP у фоновому режимі, для мов програмування JavaScript, JScript, VBScript і подібних. Використовується для синхронного або асинхронного обміну інформацією в довільному текстовому форматі (наприклад, XML, JSON, HTML). Дозволяє здійснювати HTTP-запити до віддаленого сервера без потреби перезавантажувати сторінку. Застосування XMLHttpRequest справляє враження «миттєвої» відповіді сервера, у порівнянні з класичними методом перезавантаження всієї сторінки для оновлення представленої на ній інформації.
XMLHttpRequest є невід'ємною частиною технології AJAX і використовується багатьма сайтами для створення динамічних вебзастосунків, що швидко реагують на запити користувача. Наприклад XMLHTTP використовується такими сайтами як Gmail, Google Suggest, MSN Virtual Earth та іншими. XMLHTTP працює лише з файлами, розташованими на тому ж домені, з якої завантажено сторінку. Як і у випадку JavaScript, це зроблено з метою забезпечення безпеки користувача (як захист від атаки, що має назву «міжсайтові сценарії», англ. cross-site scripting).

## Історія
Вперше був реалізований компанією Microsoft, з'явившись в Internet Explorer 5.0 у вигляді об'єкта ActiveX, доступного через JavaScript, JScript, VBScript — скриптові мови, що підтримуються браузером. Програмісти проекту Mozilla потім розробили сумісну версію, під назвою XMLHttpRequest, в Mozilla 1.0. Надалі ця можливість також була реалізована компаніями Apple починаючи з Safari 1.2, спорідненим браузером Konqueror, компанією Opera Software починаючи з Opera 8.01, і ймовірно іншими.
Оскільки оригінальний XMLHttpRequest в IE5 та IE6 є об'єктом ActiveX, його неможливо розширити, додавши нові властивості і методи, що іноді є незручним обмеженням. Це обмеження було знято в реалізації Mozilla — XMLHttpRequest є повноцінним об'єктом JavaScript. Починаючи з IE7 Microsoft теж почав дотримуватися рекомендованого w3c визначення запиту.

## Методи класу XMLHttpRequest
| Метод                                         | Опис |
| --------------------------------------------- | --- |
| abort()                                       | скасовує поточний запит |
| getAllResponseHeaders()                       | повертає повний список HTTP-заголовків у вигляді рядка                                                                               |
| getResponseHeader (headerName)                | повертає значення вказаного заголовка                                                                                                |
| open (method, URL, async, userName, password) | визначає метод, URL і інші необов'язкові параметри запиту; параметр async визначає, чи відбувається робота в асинхронному режимі     |
| send (content)                                | відправляє запит на сервер |
| setRequestHeader (label, value)               | додає HTTP-заголовок до запиту |
| overrideMimeType (mimeType)                   | дозволяє вказати MIME-тип документа, якщо сервер його не передав або передав неправильно. Увага: метод відсутній в Internet Explorer |

## Властивості класу XMLHttpRequest
| Властивість        | Опис |
| ------------------ | --- |
| onreadystatechange | обробник події, яка відбувається при кожній зміні стану об'єкта (необхідний для асинхронного режиму)                                     |
| readyState         | повертає поточний стан об'єкта (0 — не ініціалізовано, 1 — відкрито, 2 — відправлення даних, 3 — отримання даних і 4 — дані завантажено) |
| responseText       | текст відповіді на запит |
| responseXML        | текст відповіді на запит в вигляді XML, котрий пізніше може бути розібраний методами DOM                                                 |
| status             | повертає HTTP-стан у вигляді числа (404 — «Not Found, Не найдено», 200 — «OK» тощо)                                                      |
| statusText         | повертає стан у вигляді рядка («Not Found», «OK» тощо)                                                                                   |

## Приклад використання
План роботи з об'єктом XMLHttpRequest можна представити так:
1. Створення об'єкта XMLHttpRequest
2. Встановлення для нього обробника події onreadystatechange
3. Відкриття з'єднання з вказівкою типу запиту, URL і інших параметрів.
4. Безпосередньо відправлення запиту.

### Створення екземпляра класу XMLHttpRequest
Перший пункт: створення екземпляра класу XMLHttpRequest. Конструкція створення об'єкта відрізняється в залежності від версії браузера: у IE 5 та IE 6 вона реалізована через ActiveXObject, а в решті браузерах (IE 7, Mozilla, Opera, Netscape і Safari) — як вбудований об'єкт типу XMLHttpRequest.
Отже, виклик для ранніх версій Internet Explorer:
```
 
var
 
req
 
=
 
new
 
ActiveXObject
(
"Microsoft.XMLHTTP"
);

```

У ранніх версіях Internet Explorer (до IE7) рекомендується використовувати:
```
 
var
 
req
 
=
 
new
 
ActiveXObject
(
"Msxml2.XMLHTTP"
);

```

і для решти:
```
 
var
 
req
 
=
 
new
 
XMLHttpRequest
();

```

Тобто, для забезпечення кросс-браузерності нашого коду, потрібно лише перевіряти наявність об'єктів window.XMLHttpRequest і window.ActiveXObject, і застосовувати присутній. Як універсальне рішення пропонується використання наступної функції:
```
function
 
createRequestObject
()

{

    
if
 
(
window
.
XMLHttpRequest
)
 
{

        
try
 
{

            
return
 
new
 
XMLHttpRequest
();

        
}
 
catch
 
(
e
){}

    
}
 
else
 
if
 
(
window
.
ActiveXObject
)
 
{

        
try
 
{

            
return
 
new
 
ActiveXObject
(
'Msxml2.XMLHTTP'
);

        
}
 
catch
 
(
e
){}

        
try
 
{

            
return
 
new
 
ActiveXObject
(
'Microsoft.XMLHTTP'
);

        
}
 
catch
 
(
e
){}

    
}

    
return
 
null
;

}

```

### Установлення обробника події
Наступним кроком є створення обробника подій і відкриття з'єднання. Ці виклики виглядають просто і однаково:
```
req
.
onreadystatechange
 
=
 
processReqChange
;

req
.
open
(
<
"GET"
|
"POST"
|
...
>
,
 
<
url
>
,
 
<
asyncFlag
>
);

```

### Відкриття з'єднання і відправлення
Після визначення всіх параметрів запиту його залишається тільки відправити. Робиться це функцією send(). Якщо необхідно передати на сервер POST-дані, їх треба підставити як параметр для цієї функції. POST-дані повинні бути згорнуті в URL-закодований рядок (кодування UTF-8). Іншими словами цей рядок матиме вигляд, який ми звикли бачити в командному рядку браузера, при передачі даних командою GET. При відправленні запиту методом GET — для версії без ACTIVEX необхідно вказати параметр null, в решті випадків можна не указувати ніяких параметрів, але не буде помилкою, якщо для GET завжди буде вказаний параметр null:
```
 
req
.
send
(
null
);

```

Після цього починає працювати згаданий вище обробник подій. Він — фактично основна частина нашої програми. У обробнику зазвичай відбувається перехоплення всіх можливих кодів стану запиту і виклик відповідних дій, а також перехоплення можливих помилок. Власне, ось приклад частини коду з цими двома функціями:
```
var
 
req
;

function
 
loadXMLDoc
(
url
)

{

    
req
 
=
 
null
;

    
if
 
(
window
.
XMLHttpRequest
)
 
{

        
try
 
{

            
req
 
=
 
new
 
XMLHttpRequest
();

        
}
 
catch
 
(
e
){}

    
}
 
else
 
if
 
(
window
.
ActiveXObject
)
 
{

        
try
 
{

            
req
 
=
 
new
 
ActiveXObject
(
'Msxml2.XMLHTTP'
);

        
}
 
catch
 
(
e
){

            
try
 
{

                
req
 
=
 
new
 
ActiveXObject
(
'Microsoft.XMLHTTP'
);

            
}
 
catch
 
(
e
){}

        
}

    
}

    
if
 
(
req
)
 
{

        
req
.
onreadystatechange
 
=
 
processReqChange
;

        
req
.
open
(
"GET"
,
 
url
,
 
true
);

        
req
.
send
(
null
);

    
}

}

function
 
processReqChange
()

{

    
// Тільки в стані "complete"

    
if
 
(
req
.
readyState
 
==
 
4
)
 
{

        
// для стану "OK"

        
if
 
(
req
.
status
 
==
 
200
)
 
{

            
// Якщо 200 - робимо потрібні дії (404 - не знайдено)

        
}
 
else
 
{

            
alert
(
"Не вдалось одержати дані:\n"
 
+

                
req
.
statusText
);

        
}

    
}

}

```

### Підсумковий код
Отже, початковий код JavaScript-частини:
```
var
 
req
;

var
 
reqTimeout
;

function
 
loadXMLDoc
(
url
)
 
{

    
req
 
=
 
null
;

    
if
 
(
window
.
XMLHttpRequest
)
 
{

        
try
 
{

            
req
 
=
 
new
 
XMLHttpRequest
();

        
}
 
catch
 
(
e
){}

    
}
 
else
 
if
 
(
window
.
ActiveXObject
)
 
{

        
try
 
{

            
req
 
=
 
new
 
ActiveXObject
(
'Msxml2.XMLHTTP'
);

        
}
 
catch
 
(
e
){

            
try
 
{

                
req
 
=
 
new
 
ActiveXObject
(
'Microsoft.XMLHTTP'
);

            
}
 
catch
 
(
e
){}

        
}

    
}

    
if
 
(
req
)
 
{

        
req
.
onreadystatechange
 
=
 
processReqChange
;

        
req
.
open
(
"GET"
,
 
url
,
 
true
);

        
req
.
send
(
null
);

        
reqTimeout
 
=
 
setTimeout
(
"req.abort();"
,
 
5000
);

    
}
 
else
 
{

        
alert
(
"Браузер не підтримує AJAX"
);

    
}

}

function
 
processReqChange
()
 
{

    
document
.
form1
.
state
.
value
 
=
 
stat
(
req
.
readyState
);

    
if
 
(
req
.
readyState
 
==
 
4
)
 
{

        
clearTimeout
(
reqTimeout
);

        
document
.
form1
.
statusnum
.
value
 
=
 
req
.
status
;

        
document
.
form1
.
status
.
value
 
=
 
req
.
statusText
;

        
// only if "OK"

        
if
 
(
req
.
status
 
==
 
200
)
 
{

            
document
.
form1
.
response
.
value
=
req
.
responseText
;

        
}
 
else
 
{

            
alert
(
"Не вдалося отримати дані:\n"
 
+
 
req
.
statusText
);

        
}

    
}

}

function
 
stat
(
n
)

{

  
switch
 
(
n
)
 
{

    
case
 
0
:

      
return
 
"не ініціалізовано"
;

    
break
;

    
case
 
1
:

      
return
 
"Завантаження..."
;

    
break
;

    
case
 
2
:

      
return
 
"Завантажено"
;

    
break
;

    
case
 
3
:

      
return
 
"В процесі..."
;

    
break
;

    
case
 
4
:

      
return
 
"Виконано"
;

    
break
;

    
default
:

      
return
 
"Невідомий стан"
;

  
}

}

function
 
requestdata
(
params
)

{

  
loadXMLDoc
(
'examples/httpreq.php'
+
params
);

}

```

Тепер — HTML-форма:
```
<form
 
name=
form1
>

<table
 
width=
100%
 
style=
"font-size: 100%"
>

<tr><td
 
width=
30%
 
valign=
top
>

Стан
 
запиту

<td
 
width=
70%
>

<input
 
size=
25
 
disabled
 
type=
text
 
name=
state
 
value=
""
>

<tr><td
 
valign=
top
>
Код
 
стану

<td><input
 
disabled
 
size=
2
 
type=
text
 
name=
statusnum
 
value=
""
>

<input
 
disabled
 
size=
19
 
type=
text
 
name=
status
 
value=
""
>

<tr><td
 
valign=
top
>
Дані
 
від
 
сервера

<td><textarea
 
rows=
6
 
name=
response
></textarea>

<tr><td>
Рядок
 
GET-запиту
<td>

<input
 
type=
text
 
name=
getparams
 
value=
"?"
>

<input
 
type=
button
 
onclick=
"requestdata(getparams.value);"
 
value=
"GET"
>

</table>

</form>

```

І наостанок, PHP файл:
```
<?php

header
(
"Content-type: text/plain; charset=windows-1251"
);

header
(
"Cache-Control: no-store, no-cache, must-revalidate"
);

header
(
"Cache-Control: post-check=0, pre-check=0"
,
 
false
);

header
(
"Expires: -1"
);
 

echo
 
"Hello world!
\n\n
"
;

if
 
(
isset
(
$a
))

{

  
for
 
(
$i
=
1
;
 
$i
 
<
 
10000
;
 
$i
++
)

  
{

    
echo
 
'Це тестовий рядок. '
;

    
if
 
((
$i
 
%
 
1000
)
 
==
 
0
)
 
flush
();

  
}

}

if
 
(
count
(
$_GET
)
 
>
 
0
)

{

  
echo
 
"
\n\n
Передано GET'ом
\n
"
;
 
print_r
(
$_GET
);

}

?>

```

## Кодування
Всі параметри GET/POST, що йдуть на сервер, окрім випадку multipart/form-data, кодуються по різному в різних браузерах. Зокрема, Firefox користується стандартним кодом URL, Opera вдається до кодування в UTF-8, IE7 передає кирилицю не кодуючи, як є. Тому треба бути уважним, інформація про спосіб кодування присутня в заголовках запиту. Наприклад, в PHP їх потрібно за потреби перекодувати функцією iconv. Єдино, можна бути певним, що латиниця не перекодовується в будь-якому випадку, і якщо є можливість залишитися в рамках латиниці, це позбавить програміста від додаткових клопотів.
Відповідь сервера браузер сприймає в тому кодуванні, яке вказане в заголовку відповіді Content-Type. Тобто, знову ж таки, в PHP, щоб браузер сприйняв відповідь в Windows-1251, потрібно послати заголовок типу:
```
 
header
(
Content
-
Type
:
 
text
/
plain
;
 
charset
=
windows
-
1251
);

```

Або ж, це має зробити сервер.

## Відомі проблеми

### Проблема з кешуванням в Microsoft Internet Explorer
Internet Explorer кешує GET-запити. Ті автори, які незнайомі з кешуванням HTTP, сподіваються, що GET-запити не кешуються, або що кеш може бути обійдений, як у разі натиснення кнопки оновлення. У деяких ситуаціях уникнення кешування дійсно є помилкою. Одним з рішень є використання методу POST, який ніколи не кешується; проте він призначений для інших операцій. Іншим рішенням є використання методу запиту GET, що включає унікальний рядок запиту з кожним викликом, як показано на прикладі нижче.
```
req.open("GET", "xmlprovider.php?hash=" + Math.random());
```

або установки заголовка Expires на минулу дату у вашому скрипті, який генерує вміст XML. У PHP це буде так:
```
header
(
"Expires: Mon, 26 Jul 1997 05:00:00 GMT"
);
 
// disable IE caching

header
(
"Last-Modified: "
 
.
 
gmdate
(
"D, d M Y H:i:s"
)
 
.
 
" GMT"
);

header
(
"Cache-Control: no-cache, must-revalidate"
);

header
(
"Pragma: no-cache"
);

```

У сервлетах Java це буде так:
```
response
.
setHeader
(
"Pragma"
,
 
"no-cache"
);

response
.
setHeader
(
"Cache-Control"
,
 
"no-cache, no-store, must-revalidate"
);

response
.
setDateHeader
(
"Expires"
,
 
0
);

```

Інакше можна примусити об'єкт XMLHttpRequest завжди витягати новий вміст, не використовуючи кеш.
```
req
.
open
(
"GET"
,
 
"xmlprovider.php"
);

req
.
setRequestHeader
(
"If-Modified-Since"
,
 
"Sat, 1 Jan 2000 00:00:00 GMT"
);

req
.
send
(
null
);

```

Важливо відмітити, що всі ці методики повинні використовуватися у разі, коли кешування заважає. В основному ж краще отримати переваги в швидкості при кешуванні, можливо комбінуючи зі спеціально вказаними датами модифікації або іншими доречними заголовками на сервері так, щоб максимально використовувати кешування без отримання неправильних результатів.

### Повторне використання об'єкта XmlHttpRequest
В Internet Explorer, якщо open() викликаний після установки onreadystatechange, може бути проблема з повторним використанням цього XmlHttpRequest. Щоб використовувати наново XmlHttpRequest, спочатку викликайте метод open(), а потім — призначайте onreadystatechange. Це потрібно тому, що IE неявно очищає об'єкт XmlHttpRequest в методі open(), якщо його стан «completed».
Викликати abort() для перенаправлення запиту на іншій URL не потрібно, навіть якщо поточний запит ще не завершився.

### Витоки пам'яті
В Internet Explorer об'єкт XmlHttpRequest належить середовищу DOM/COM, а Javascript-функція — середовищу Javascript. Виклик req.onreadystatechange = function() { … } неявний круговий зв'язок: req посилається на функцію через onreadystatechange, а функція, через область видимості — бачить (посилається на) req.
Неможливість виявити і обірвати такий зв'язок в багатьох (до IE 6,7 редакцій червня 2007?) версіях Internet Explorer приводить до того, що XmlHttpRequest разом з відповіддю сервера, функція-обробник, і все замикання міцно осідають в пам'яті до перезавантаження браузера. Щоб цього уникнути, ряд фреймворків (YUI, dojo…) взагалі не ставлять onreadystatechange, а натомість через setTimeout перевіряють його readyState кожні 10 мілісекунд. Це розриває кругову зв'язку req <-> onreadystatechange, і витік пам'яті не загрожує навіть в найбільш глючних браузерах.

## Обмеження безпеки

### Кросс-доменний XMLHttpRequest
Для обмеження XmlHttpRequest використовується філософія «Same Origin Policy» — «Правило одного джерела». Воно дуже просте — кожен сайт працює в своїй пісочниці. Запит можна робити тільки на адреси з тим же протоколом, доменом, портом, що і поточна сторінка. Тобто, із сторінки на адресі http://site.com не можна зробити XmlHttpRequest на адресу https://web.archive.org/web/20190617134849/http://www.site.com/, http://site.com:81%5Bнедоступне+посилання+з+червня+2019%5D або https://web.archive.org/web/20030621190843/http://www.othersite.com/.
Це створює проблему, якщо хочеться узяти вміст з іншого сайту. Як правило, в цьому випадку замість XmlHttpRequest використовуються інші засоби, наприклад, завантаження через динамічно створюваний тег <script>. Але, здебільшого, XmlHttpRequest є зручнішим.

### Проксі
Найпростіший спосіб обійти це обмеження — проксування. Припустимо, ми хочемо зробити запит з http://site.com [Архівовано 17 червня 2019 у Wayback Machine.] на https://web.archive.org/web/20150508130049/http://remote.com/get.html. Замість вказівки remote.com у методі open(), там ставиться URL виду http://site.com/proxy/remote.com/get.html%5Bнедоступне+посилання+з+червня+2019%5D, а сервер на site.com вже обробляє цей запит, як треба.
Якщо remote.com знаходиться на іншому сервері, то серверу site.com доведеться проксувати відвідувачеві як запит, так і відповідь. При цьому, зрозуміло, site.com не отримає куки remote.com, тому з цієї точки зору для користувача все безпечно.

### Використання наддомену
Часто кросбраузерні запити — це спосіб обійти обмеження в 2 одночасних з'єднання до одного домену-порту. Спосіб використовувати два різних сервера в спілкуванні з відвідувачем. Крос-доменні запити між наддоменами https://web.archive.org/web/20110102121034/http://a.site.com/, http://b.site.com%5Bнедоступне+посилання+з+червня+2019%5D на http://site.com [Архівовано 17 червня 2019 у Wayback Machine.] допустимі, через властивість document.domain, яке треба встановити в site.com
```
// на сторінці а.site.com

…

document
.
domain
=
"site.com"
;

…

// все, тепер можу робити XmlHttpRequest на site.com

req
.
open
(
"POST"
,
 
"http://site.com/giveme.php"
)

```

Будь-які запити допустимі між сайтами, що знаходяться в довіреній (trusted) зоні Internet Explorer. Отже, внутрішній корпоративний портал може бути у всіх в цій зоні, і робити запити до будь-яких сайтів.
Ще один хитрий підхід називається XHRIframeProxy, і дозволяє робити XmlHttpRequest до будь-яких доменів за допомогою хитрого iframe-хака.

### В плагінах Google Chrome
Пишучи аддон до браузера Google Chrome можна дозволити робити запити на довільні сервери, записавши їхні адреси в manifest.json
```
{

  
"name"
:
 
"My extension"
,

  
...

  
"permissions"
:
 
[

    
"http://www.google.com/"

  
],

  
...

}

```